# Родия (дем Егялия)
Вижте пояснителната страница за други значения на Родия.
Родия (на гръцки: Ροδιά) е село в Република Гърция, дем Егялия, област Западна Гърция. Селото има население от 431 души.

## Личности
Родени в Родия
- Павел Папалексиу (р. 1942), гръцки духовник